# ميغيل فالينتي
ميغيل فالينتي (مواليد 16 يوليو 1993) هو سبّاح برازيلي، مثّل بلاده في الألعاب الأولمبية الصيفية 2016.

## روابط خارجية
ميغيل فالينتي على موقع الاتحاد الدولي للسباحة (الإنجليزية)
- ميغيل فالينتي على موقع أوليمبيديا (الإنجليزية)
- ميغيل فالينتي على موقع اللجنة الأولمبية البرازيلية (البرتغالية)